# Hubert de Beaumont-au-Maine
Pour les articles homonymes, voir Beaumont et Maine.
Hubert (II) de Beaumont-au-Maine, surnommé Hubert de Sainte-Suzanne, est un vicomte de Beaumont et du Maine puis de Vendôme, détenant, au XIe siècle, les places de Beaumont, Fresnay et Sainte-Suzanne. 
Attaché à la cause du comte d'Anjou et du Maine, il joua un grand rôle dans la lutte de
ses suzerains contre Guillaume le Conquérant. Malgré un siège de quatre ans 1083 - 1086, la cité de Sainte-Suzanne, qu'Hubert II défendait, est restée dans l'Histoire comme le seul château que Guillaume le Conquérant lui-même n'ait jamais pu prendre.

Armes des Beaumont : chevronné d'or et de gueules de pièces.

## Généalogie
La famille de Beaumont, puis de Beaumont-Brienne, domina cette région du Maine du Xe  au  XIVe siècle.

## Famille
Hubert, fils de Raoul V de Beaumont et d'Emma de Montreveau, devait sans doute son nom à Hubert, évêque d'Angers, son grand-oncle, si dévoué aux intérêts de sa nièce. On le nomme tour à tour vicomte de Sainte-Suzanne, du Lude, du Maine, des Manceaux, du Mans. Pendant la vie de Cana, seconde femme de son père, il se dit son fils, et la qualifie toujours de vicomtesse ; il est juge de sa cour.
Né vers 1047, le vicomte Hubert avait épousé, le 6 décembre 1067, Ermengarde de Nevers, fille de Guillaume Ier de Nevers, (°1029 † 1083), comte de Nevers , et d'Ermengarde de Tonnerre. Cette dame est citée avec son mari, particulièrement dans la confirmation à saint Aubin de la chapelle de Saint-Aubin du Lude, vers 1090, et dans la donation de Saint-Flaceau à l'abbaye de Saint-Vincent.
Avec sa fille Godeheult, la future abbesse d'Étival, elle fréquentait les couvents. Un jour de Pâques, étant venue à Cellières, elle donna au prieur, Henri de Champeaux, droit de chasse dans sa forêt ; plus tard, aux fêtes de Noël, elle concéda au prieur de Cheffes, Geoffroy de Nantes, droit d'usage dans ses bois. On trouve, à la date du 28 décembre 1135, une vicomtesse Ermengarde, femme de Gautier Hait, vicomte de Mollan, que dom Guilloreau suppose être la vicomtesse du Maine, remariée si tard, et vivant encore âgée de 90 ans au moins. Cela paraît peu vraisemblable et demanderait des preuves.
Hubert avait eu cinq enfants :
1. Raoul VII (ou V), (fils aîné ?) ;
2. Herbert ou Hubert, (° 1062) cité avec ses frères et sa mère en 1090, et de nouveau en 1095 et dans d'autres circonstances moins précises ;
3. Guillaume (° 1061), mentionné aussi deux fois ;
4. Denis, qui ne paraît que dans une seule circonstance ;
5. Godeheult[2], (° 1063), religieuse de Cluny[3], qui visitait avec sa mère les bénédictins, qui chantait au prieuré de Cheffes avec un des moines le verset alléluiatique, ne fut point, comme on l'a dit, professe à l'Abbaye du Ronceray d'Angers. Les deux chartes où il est question d'une religieuse de ce nom s'appliquent à sa grand'tante, l'une pour sa profession avant 1067, l'autre à la fin de sa carrière après 1104. Quand Raoul VII fonda, à la prière de saint Alleaume, l'abbaye d'Étival-en-Charnie, il y appela sa sœur Godeheult[2] comme abbesse en 1109. Son nom se perd alors dans l'obscurité d'un ordre naissant et encore très modeste.

## Histoire
- Le Maine, au cours du XIe siècle, fait l'objet de convoitises de la part de ses voisins, l'Anjou, au sud, et la Normandie, au nord.
- En 1058, le comte Herbert II du Maine, sans enfants, se reconnaît vassal de Guillaume de Normandie et en fait son héritier. Mais de nombreux seigneurs du Maine ne l'entendent pas ainsi et prennent les armes contre les normands. Vers 1063, écrit Orderic Vital, Hubert de Beaumont occupait le Mans contre les Normands.
- Dix ans plus tard, il est obligé de se soumettre, abandonnant au vainqueur ses châteaux de Fresnay et de Beaumont, et de le suivre ; mais c'est pour préparer sa revanche.
- Il construit ou occupe alors son château de Sainte-Suzanne, situé sur un mamelon inabordable, le munit du donjon qui a résisté à tant d'ennemis, aux éléments et au temps ; s'y enferme et de là inquiète jusqu'au Mans les partisans de Guillaume.
- Lors d'une nouvelle invasion, après s'être emparé des places qui étaient sur son passage, à Fresnay, à Sillé et à Beaumont, moins faciles à défendre, Guillaume attaque le château de Sainte-Suzanne (Mayenne), mais se heurte à la résistance farouche du vicomte Hubert II, vicomte de Beaumont-au-Maine, Fresnay et Sainte-Suzanne, - dont l'épouse Ermengarde de Nevers est l'arrière-arrière-petite-fille d'Hugues Capet-. Hubert se retranche dans son puissant donjon de Sainte-Suzanne avec sa famille et ses meilleurs soldats.

- De 1083 à 1086, Sainte-Suzanne est le lieu d'affrontement entre le vicomte Hubert et le duc de Normandie et roi d'Angleterre, Guillaume le Conquérant. Si Guillaume lui-même retourne en Normandie (son épouse, Mathilde de Flandre, meurt le 3 novembre 1083), il confie le commandement du siège à l'un de ses auxiliaires de confiance, le breton Alain le Roux, lord de Richmond, et installe un camp retranché, garni d'une importante garnison, le Camp de Beugy.

- Les meilleurs chevaliers accourent des provinces de France, notamment d'Aquitaine et de Bourgogne, pour soutenir Hubert contre les Normands et les Anglais, et s'enrichissent en interceptant et en rançonnant les chevaliers ennemis.

Robert de Vieux-Pont (lui aussi présent à Hastings), Robert d'Ussi et d'autres chevaliers normands de haut rang sont tués. Le 18 novembre 1085, c'est Richer de L'Aigle, fils d'Engenoulf de l'Aigle, qui meurt lui aussi devant Sainte-Suzanne, d'une flèche dans l'œil, après avoir pardonné au jeune homme qui l'avait atteint.
- Le frère de Richer, Gislebert de L'Aigle[4], et plusieurs autres chevaliers normands (Guillaume Ier de Warenne, Bauldri de Quitri) rassemblent une armée considérable pour venger Richer de l'Aigle et livrent l'assaut, mais "ils n'y gagnèrent que le fer qui s'enfonça dans leurs blessures".
- "Le roi ne put assiéger la forteresse, qui était inaccessible à cause des rochers et de l'épaisseur des vignes qui l'entouraient de toutes parts", relate Orderic Vital, le plus complet des chroniqueurs du temps, et dont le père aurait accompagné Guillaume lors de la conquête de l'Angleterre. De fait, le château est construit sur un promontoire rocheux, et les pentes escarpées (recouvertes alors de vignes) rendent les attaques très périlleuses ; de plus, de nombreux puits fonctionnant à l'intérieur même de la forteresse, et un souterrain reliant alors le château au "moulin du vicomte" (aujourd'hui Grand-moulin), permettent de ravitailler convenablement les assiégés.
- "D'une noblesse illustre, d'un mérite éminent et de grande renommée pour son courage et son audace", Hubert harcèle Guillaume par de nombreuses incursions dans les garnisons normandes et la guerre s'enlise. Guillaume, comte d'Evreux (1067-1118), est fait prisonnier. Machiel de Guitot, fils de Godefroi-le-Petit, est blessé mortellement, et les assiégeants essuient des échecs répétés et graves.
- "Comme ils ne pouvaient l'emporter sur Hubert ni par la valeur, ni par le bonheur, ayant changé d'avis et de résolution, ils essayèrent de le faire rentrer dans l'alliance du roi". Hubert y consent, et Guillaume le Conquérant s'y prête, découragé par la mort de nombreux chevaliers et de fidèles compagnons d'armes (entre autres Hervé (ou Anvrai) le Breton, qui avait succédé à Alain le Roux comme commandant du siège). Un traité, donné comme date d'un autre événement, eut lieu du 23 mai 1085 au 21 avril 1086.
- Le siège est levé, Guillaume reçoit amicalement en Angleterre le défenseur de Sainte-Suzanne, lui rend ses domaines de Beaumont et de Fresnay, et dès lors se maintient en bonne intelligence avec lui. Guillaume meurt à Rouen le 9 septembre 1087.

Nous trouvons depuis Hubert, avec Robert le Bourguignon, son oncle, qui menace de raser le château du Lude, déjà pourtant bien de famille, 1090. Du vivant même de son père, il avait confirmé avec lui aux abbayes les legs de ses ancêtres. Il renouvela ces actes quand il eut la charge de vicomte envers Saint-Vincent, Saint-Aubin, Marmoutier, spécialement au Lude. Il assista à une donation de l'église et du presbytère de Bazougers à Saint-Vincent.
Il mourut avant le 24 mai 1095, d'après M. Robert Latouche.

## Épilogue

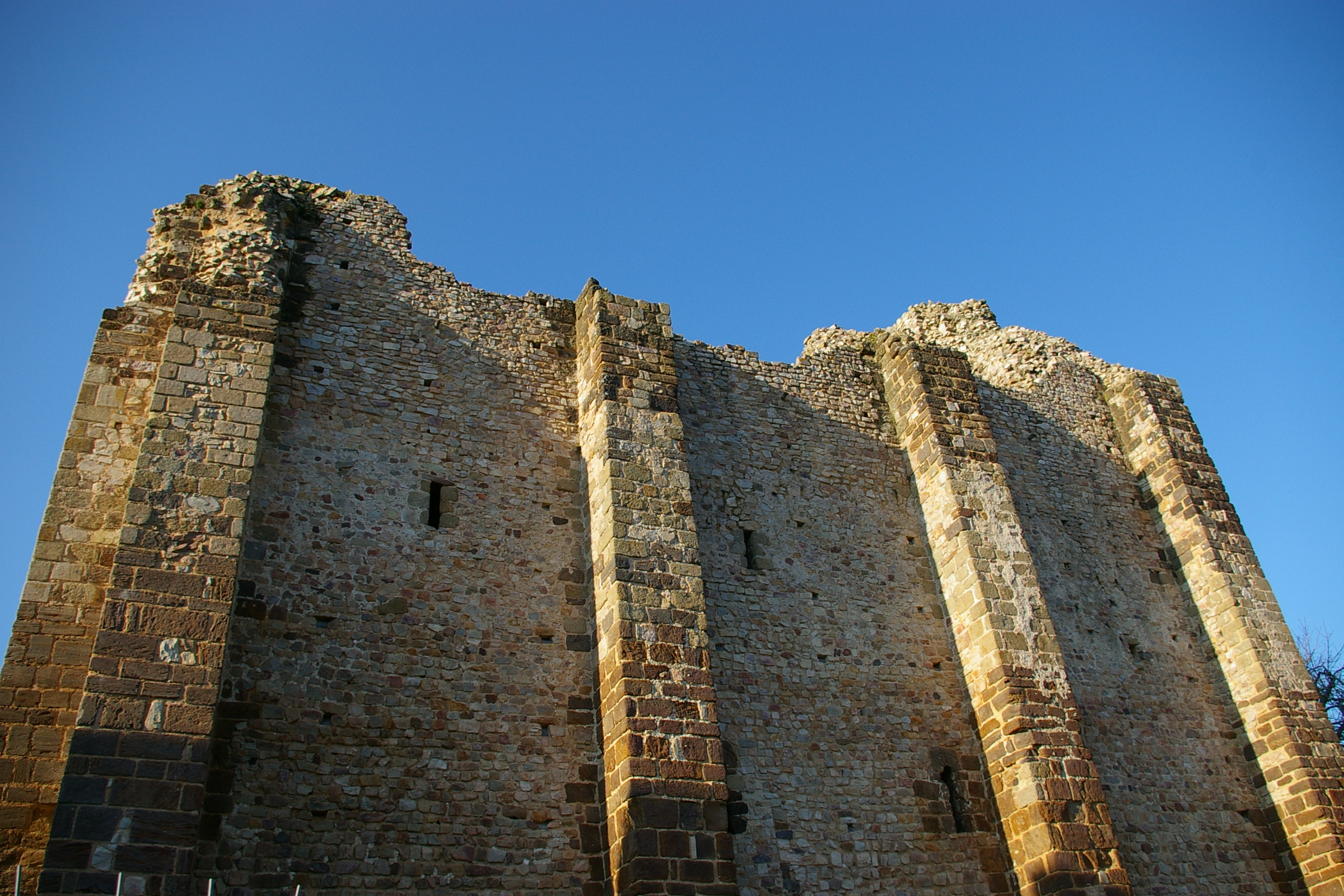
Donjon de Hubert II de Beaumont.

- Sainte-Suzanne, la seule forteresse que Guillaume le Conquérant ne parvint jamais à prendre, est citée comme telle dans l'Histoire d'Angleterre ("St.Suzanne, the one castle which the Conqueror himself could never take")... Mais l'inimitié fut passagère :
- Le petit-fils d'Hubert, Roscelin de Beaumont-au-Maine, se marie avec Constance FitzRoy, fille d'Henri Ier "Beauclerc" roi d'Angleterre, (1068-1135), celui-ci étant le plus jeune fils de Guillaume le Conquérant.
- Le fils de Roscelin et de Constance, Richard Ier de Beaumont de Beaumont-au-Maine, épouse Lucie de l'Aigle, arrière-petite-fille de Richer de l'Aigle tué à Sainte-Suzanne par les troupes d'Hubert en 1085... et l'une de leurs filles, Ermengarde de Beaumont, se marie le 5 septembre 1186 avec Guillaume Ier d'Écosse (v. 1143-1214), roi d'Écosse de 1165 à 1214.

## ViveHubertII!
Une chanson à la gloire d'Hubert II fut écrite au début du XXe siècle par Amand Dagnet ("Sainte-Suzanne en chansons", Imp. Goupil, Laval, 1929).

## Sources et bibliographie
- Essais historiques et littéraires sur la ci-devant province du Maine, de P. Renouard, imp. Fleuriot, Le Mans, 1811.
- Recherches historiques sur la ville de Sainte-Suzanne, du Dr Nory, imp. Veau-Bernard, Sillé-le-Guillaume, 1888.
- Notice historique sur Sainte-Suzanne et son château, de M. Gérault, imp. Auguste Goupil, Laval, 1896.
- "Les seigneurs et la baronnie de Sainte-Suzanne", par A. de Beauchesne, Revue Historique et Archéologique du Maine, t. LX (1906), p. 213-243, full text: édition numérique CD/DVD-Rom interactif, Le Mans, 2006, Éd.Société historique et archéologique du Maine  (ISBN 9 782352 590095).
- " Sainte-Suzanne ", par A. de Beauchesne, Revue Historique et Archéologique du Maine, t. LXI (1907), p. 45-85, full text: édition numérique CD/DVD-Rom interactif, Le Mans, 2006, Éd.Société historique et archéologique du Maine.
- "Sainte-Suzanne, Son histoire et ses fortifications", par Robert Triger, Revue Historique et Archéologique du Maine, 1907, t. LXI, p. 24-99, t. LXII, p. 271-331 et Tirés à part ; full text: édition numérique CD/DVD-Rom interactif, Le Mans, 2006, Éd. Société historique et archéologique du Maine. - (Reprint Éditions Régionales de l'Ouest, 1996, préface de Gérard Morteveille, imp. de la manutention, Mayenne  (ISBN 2-85554-077-1)).
- Robert Latouche, "Les premiers vicomtes du Maine", dans Revue Historique et Archéologique du Maine, 1909, t. LXV, p. 80-88, full text: édition numérique CD/DVD-Rom interactif, Le Mans, 2006, Éd. Société historique et archéologique du Maine.
- "Le château et la ville de Beaumont-le-Vicomte [...]", par Robert Triger, dans Revue Historique et Archéologique du Maine, 1901, t. L, p. 52-70, full text: édition numérique CD/DVD-Rom interactif, Le Mans, 2006, Éd. Société historique et archéologique du Maine.
- Eugène Hucher, "Monuments funéraires et sigillographiques des vicomtes de Beaumont", dans Revue Historique et Archéologique du Maine, 1882, t. XI, p. 319-408 ; full text: édition numérique CD/DVD-Rom interactif, Le Mans, 2006, Éd. Société historique archéologique du Maine.
- « Hubert de Beaumont-au-Maine », dans Alphonse-Victor Angot et Ferdinand Gaugain, Dictionnaire historique, topographique et biographique de la Mayenne, Laval, A. Goupil, 1900-1910 [détail des éditions] (BNF 34106789, présentation en ligne).
- Abbé Angot, « Les vicomtes du Maine », dans Bulletin de la Commission historique et archéologique de la Mayenne, 1914, no 30, p. 180-232, 320-342, 404-424. .
- Comtes du Maine, Étienne Patou, 2007, .